# Camaxe
Camaxe est un groupe musical belge d'inspiration galicienne, composé de cinq musiciens.
Miguel Allo et Marc De Martelaer fondent le groupe qui prend ses racines dans la musique traditionnelle galicienne, la Galice étant une communauté autonome du nord-ouest de l’Espagne.
Miguel Allo joue de la gaita, l’instrument emblématique de la région dont il est lui-même originaire. 
Le premier album Imaxes sort en 2005. Entre 2005 et 2008, la personnalité du groupe se renforce et d’autres musiciens apparaissent, Baptiste Argouarc’h, Filip Lambrechts et Gauthier Lisein. Le groupe fera également intervenir de nombreux invités au fil de ses compositions, comme Veronica Codesal de la formation Urban Trad.
Cette évolution donne l’identité au projet Airexa, deuxième album du groupe, enregistré sur la petite île de A Illa de Arousa. Si dans un premier temps, la préparation des thèmes et les arrangements se font toujours par Miguel et Marc, le groupe en prend possession pour lui apporter les idées et les influences de chacun. À pointer également un thème de Baptiste “El gavota” et des arrangements signés par chacun des musiciens.
Les textes traitent de thèmes de société et les arrangements sont ouverts à la découverte d'autres cultures musicales. 

## Composition du groupe
- Baptiste Argouarc’h: Violon
- Filip Lambrechts: Guitare
- Gauthier Lisein: Percussions / Clarinette
- Marc De Martelaer: Basse
- Miguel Allo: Gaita / Voix

## Discographie
- 2005 : Imaxes
- 2008 : Airexa